# Tonina Torrielli
Tonina Torrielli (ur. 22 marca 1934 w Serravalle Scrivia we Włoszech) – włoska piosenkarka. W 1956 Torrielli reprezentowała Włochy piosenką "Amami se vuoi" (wł. Kochaj mnie, jeśli chcesz) w pierwszym Konkursie Piosenki Eurowizji.